# Byczyna (plaats)
Byczyna (Duits:Pitschen)is een stad in het Poolse woiwodschap Opole, gelegen in de powiat Kluczborski. De oppervlakte bedraagt 5,79 km², het inwonertal 3708 (2005).

## Verkeer en vervoer
- Station Byczyna Kluczborska

## Partnersteden
- Deidesheim (Duitsland)